# デスヴァレー (カリフォルニア州)

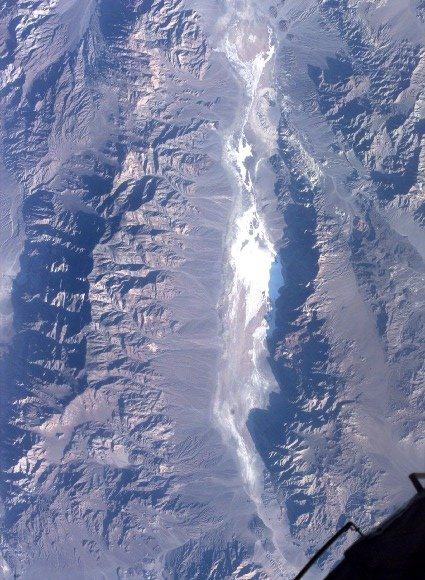
スペースシャトルから撮影したデスヴァレーとパナミント山脈

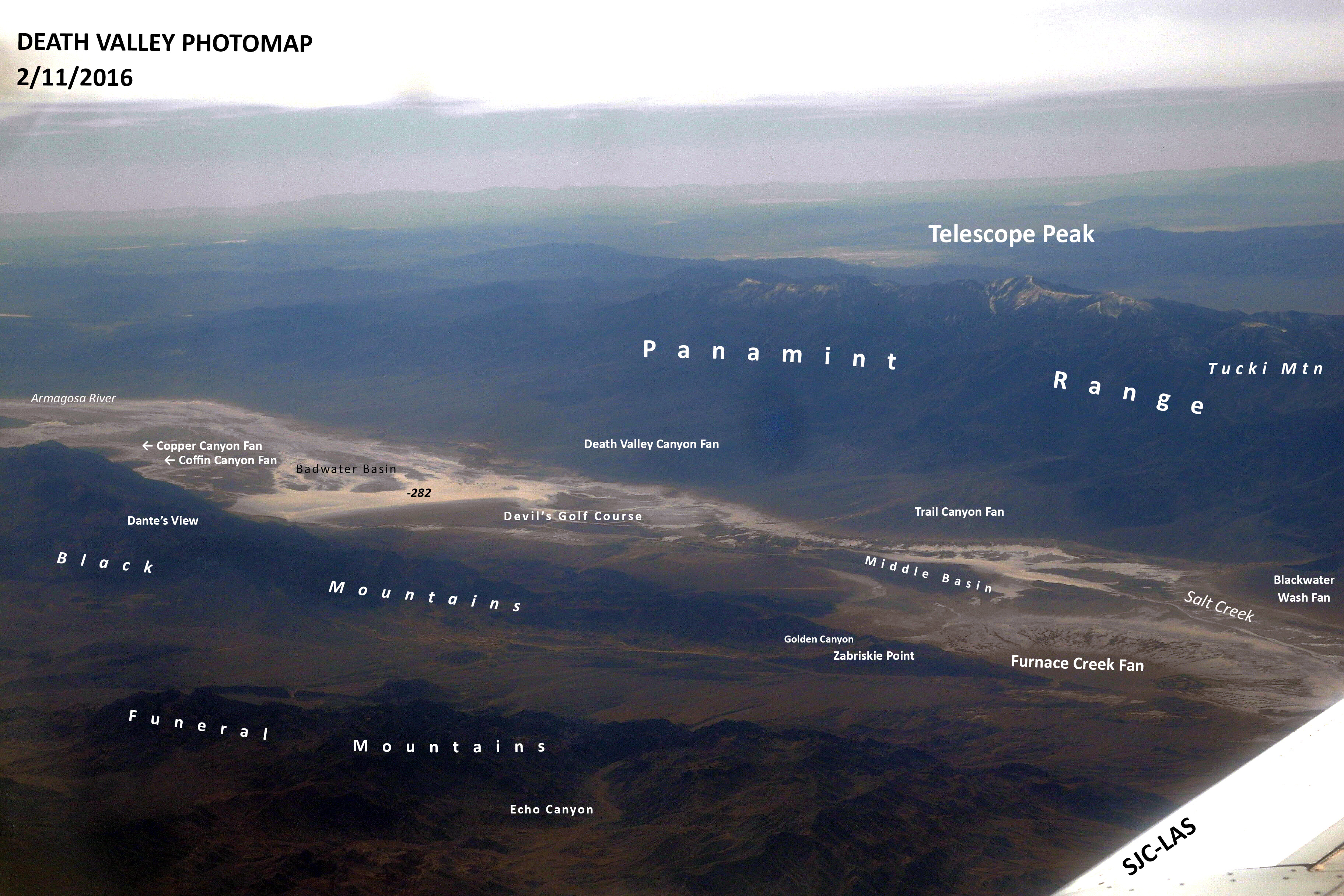
地形名称

デスヴァレー（英：Death Valley、デスバレーとも表記、直訳: 死の谷）は、アメリカのカリフォルニア州中部、モハーヴェ砂漠の北に位置する深く乾燥した盆地で、デスヴァレー国立公園の中核をなしている。また、世界最高の気温56.7°C（134.0°F）を記録したこともある。

## 概要
全長は約225キロメートルで、カリフォルニア州とネバダ州の境界に沿って伸びている。デスヴァレーはグレートベースン内でシエラネヴァダ山脈の南東に位置する。東側の境界はグレイプヴェイン山地、フューネラル山地、アマルゴーサ山脈、西側の境界はコットンウッド山地とパナミント山脈である。
ここではキノコのような形をした数々の奇岩、見渡す限りの砂漠などなどさまざまな景観を見ることができる。乾ききった塩湖にあるバッドウォーターは、海面下86メートルと、北アメリカ大陸で最も、西半球で2番目に海抜が低い場所である。他には「デビルズゴルフコース」と呼ばれる塩の結晶の盛り上がったような、亀の甲羅のような地形がある。流れ込む川はアマルゴーサ川があるが、水は砂に吸い込まれ、流れ出る川はない。

## 地名の由来
デスヴァレーという英語名は、西部開拓時代の初期にこの谷を幌馬車の隊列で越えようとした開拓者13人が命を落としたことにちなむもので、カリフォルニア・ゴールドラッシュ中の1849年に、金鉱探鉱者たちによって名付けられた。

## 気候
デスバレーは、世界で最も暑い場所の一つである。1913年7月10日には56.7℃という世界気象機関（WMO）が認定する「世界最高気温」が記録された（世界最高気温はデスヴァレーの他に1923年9月13日に記録したリビア・アジージーヤの57.8℃の説と1921年7月8日に記録したイラク・バスラの58.8℃の説があったが、2012年9月にWMOがデスヴァレーのものが世界最高だったと発表している）。
平均年間降雨量は50mmしかない。しかし一度まとまった降雨があると、砂漠の土壌は、その雨を地中に染み込ませることができないため、鉄砲水が起きる。これにより普段は枯れ川だった所でも、土石流となり遠距離を流下することがある。2004年8月には、この洪水により2人が死亡した。
2022年8月にも鉄砲水が発生し、一時1000人以上が公園内に取り残された。
| デスヴァレー (Furnace Creek Station)の気候 | デスヴァレー (Furnace Creek Station)の気候 | デスヴァレー (Furnace Creek Station)の気候 | デスヴァレー (Furnace Creek Station)の気候 | デスヴァレー (Furnace Creek Station)の気候 | デスヴァレー (Furnace Creek Station)の気候 | デスヴァレー (Furnace Creek Station)の気候 | デスヴァレー (Furnace Creek Station)の気候 | デスヴァレー (Furnace Creek Station)の気候 | デスヴァレー (Furnace Creek Station)の気候 | デスヴァレー (Furnace Creek Station)の気候 | デスヴァレー (Furnace Creek Station)の気候 | デスヴァレー (Furnace Creek Station)の気候 | デスヴァレー (Furnace Creek Station)の気候 |
| 月                                         | 1月                                        | 2月                                        | 3月                                        | 4月                                        | 5月                                        | 6月                                        | 7月                                        | 8月                                        | 9月                                        | 10月                                       | 11月                                       | 12月                                       | 年                                         |
| ------------------------------------------ | ------------------------------------------ | ------------------------------------------ | ------------------------------------------ | ------------------------------------------ | ------------------------------------------ | ------------------------------------------ | ------------------------------------------ | ------------------------------------------ | ------------------------------------------ | ------------------------------------------ | ------------------------------------------ | ------------------------------------------ | ------------------------------------------ |
| 最高気温記録 °C （°F）                     | 31 (87)                                    | 36 (97)                                    | 39 (102)                                   | 45 (113)                                   | 50 (122)                                   | 53 (128)                                   | 57 (134)                                   | 53 (127)                                   | 51 (123)                                   | 45 (113)                                   | 37 (98)                                    | 32 (89)                                    | 57 (134)                                   |
| 平均最高気温 °C （°F）                     | 19.4 (66.9)                                | 22.9 (73.3)                                | 27.8 (82.1)                                | 32.5 (90.5)                                | 38.1 (100.5)                               | 43.3 (109.9)                               | 46.9 (116.5)                               | 45.9 (114.7)                               | 41.4 (106.5)                               | 33.8 (92.8)                                | 25.1 (77.1)                                | 18.4 (65.2)                                | 33 (91.4)                                  |
| 日平均気温 °C （°F）                       | 11.9 (53.4)                                | 15.4 (59.8)                                | 20.2 (68.4)                                | 24.6 (76.3)                                | 30.3 (86.6)                                | 35.3 (95.5)                                | 39 (102.2)                                 | 37.9 (100.2)                               | 32.8 (91.1)                                | 25.1 (77.1)                                | 17 (62.6)                                  | 10.9 (51.7)                                | 25.1 (77.2)                                |
| 平均最低気温 °C （°F）                     | 4.4 (40.0)                                 | 7.9 (46.3)                                 | 12.7 (54.8)                                | 16.7 (62.1)                                | 22.6 (72.7)                                | 27.3 (81.2)                                | 31.1 (88.0)                                | 29.8 (85.7)                                | 24.2 (75.6)                                | 16.4 (61.5)                                | 8.9 (48.1)                                 | 3.5 (38.3)                                 | 17.2 (62.9)                                |
| 最低気温記録 °C （°F）                     | −9 (15)                                    | −6 (21)                                    | −3 (26)                                    | 4 (39)                                     | 8 (46)                                     | 9 (49)                                     | 17 (62)                                    | 18 (65)                                    | 5 (41)                                     | 0 (32)                                     | −1 (30)                                    | −6 (21)                                    | −9 (15)                                    |
| 降水量 mm （inch）                         | 9.9 (0.39)                                 | 13 (0.51)                                  | 7.6 (0.30)                                 | 3 (0.12)                                   | 0.8 (0.03)                                 | 1.3 (0.05)                                 | 1.8 (0.07)                                 | 3.3 (0.13)                                 | 5.3 (0.21)                                 | 1.8 (0.07)                                 | 4.6 (0.18)                                 | 7.6 (0.30)                                 | 59.9 (2.36)                                |
| 平均月間日照時間                           | 217                                        | 226                                        | 279                                        | 330                                        | 372                                        | 390                                        | 403                                        | 372                                        | 330                                        | 310                                        | 210                                        | 186                                        | 3,625                                      |
| 出典1：NOAA 1981–2010 US Climate Normals   |                                            |                                            |                                            |                                            |                                            |                                            |                                            |                                            |                                            |                                            |                                            |                                            |                                            |
| 出典2：weather2travel.com                  |                                            |                                            |                                            |                                            |                                            |                                            |                                            |                                            |                                            |                                            |                                            |                                            |                                            |

## 画像解説

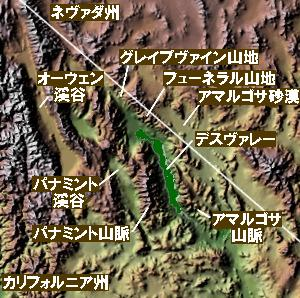
周辺地形
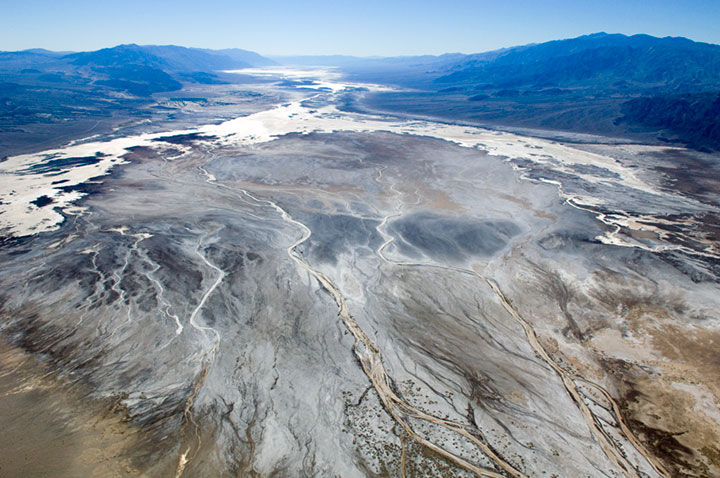
上空から
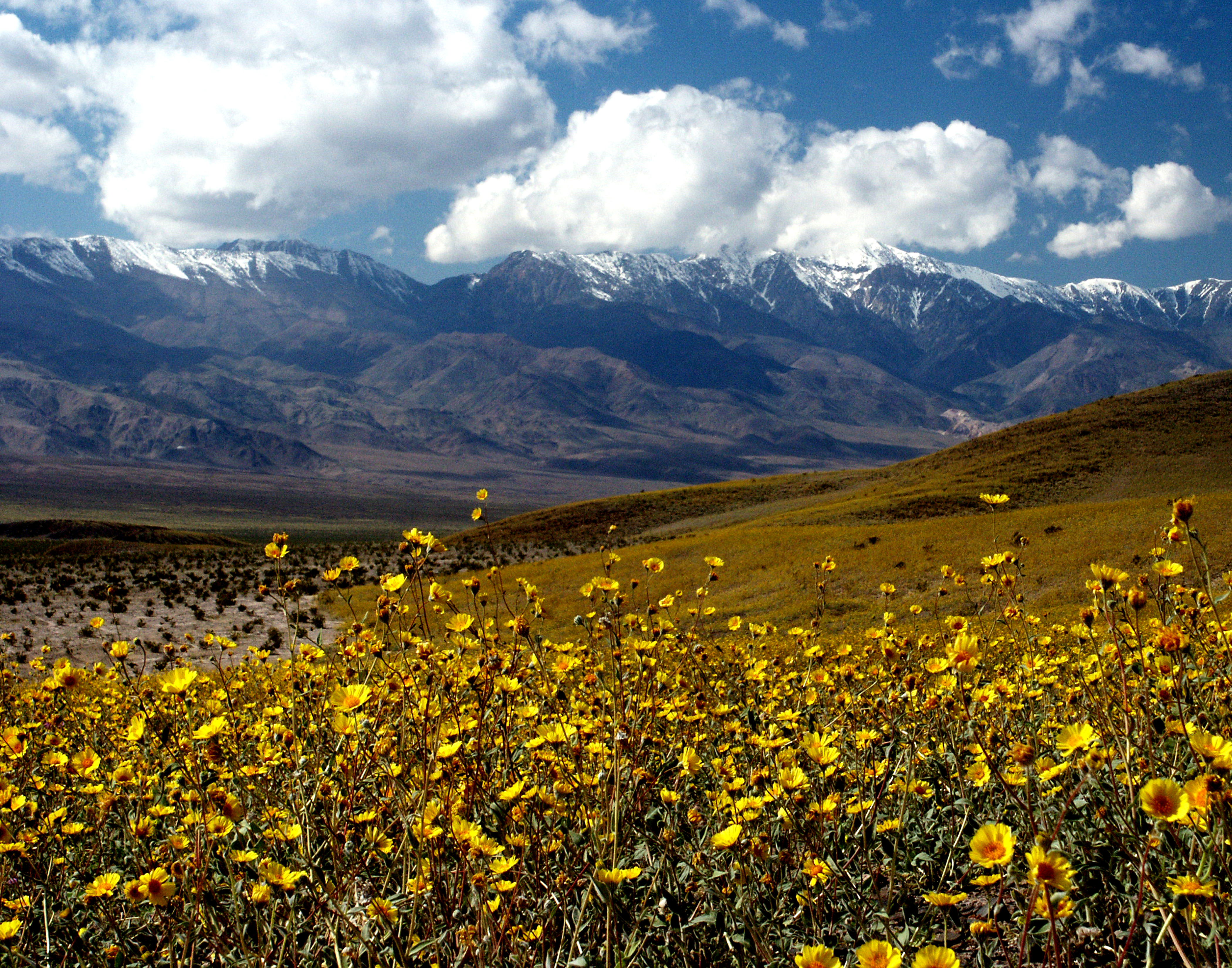
春の開花
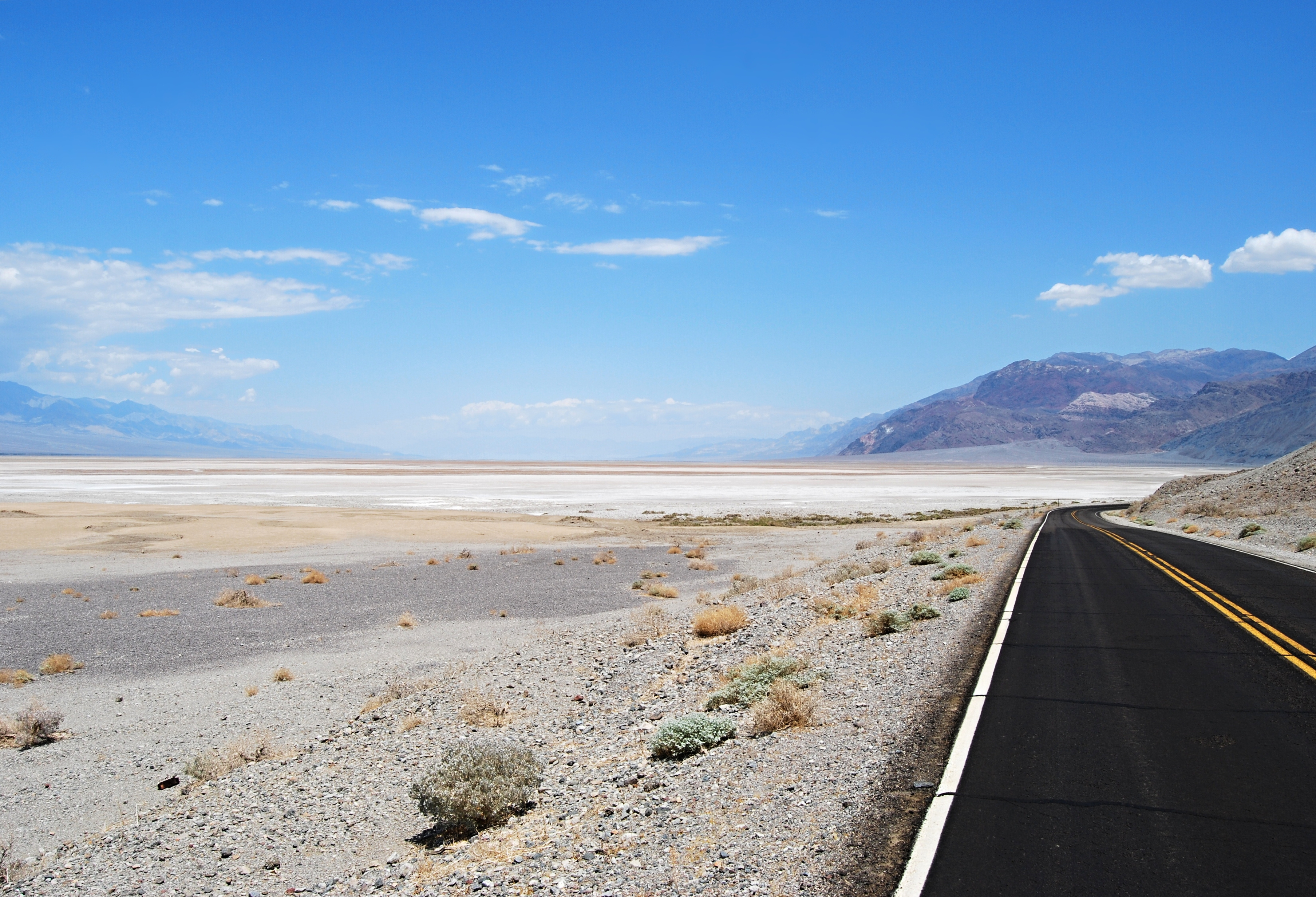
谷の主要道、Badwater Road

## 動く石
デスヴァレーでは無生物の石が動くという、世界でここだけでしか見られない現象が存在する。理由は長年謎とされてきたが、2014年に原理が解明された。

## その他
その暑さの為、訪問者が熱中症により死亡する、重度の火傷を負うといった出来事も発生する。このため夏は観光シーズンではなく、クリスマス前後が観光のピークになる。毎年夏に「バッドウォーター・ウルトラマラソン」が開かれる。
夏季の高温を利用して、世界中の自動車メーカーがここで開発中の新型車の耐久テストを行っている。開発中の車の姿を捉える為に自動車関連メディアもここにやってくることが多く、デスヴァレーで写真を撮られた車も多い。